# Goskino
Goskino o Goskino URSS (en rus: Госкино СССР), nom abreujat del Comitè Estatal de Cinematografia de l'URSS (en rus: rus: Государственный комитет по кинематографии СССР) va ser un directori estatal central de producció cinematogràfica de la Unió de Repúbliques Socialistes Soviètiques.

## Història
La primera organització principal de producció i distribució de cinema a la República Socialista Federativa Soviètica de Rússia fins al 1924 va ser Goskino; aquest va ser succeït per Sovkino del 1924 al 1930, i després substituït per Soyuzkino el 1930, que va ser presidit per Martemian Riütin, que va tenir jurisdicció sobre tota l'URSS fins al 1933, quan va ser substituït per la Direcció General d'Indústria del Cinema i la Fotografia (GUKF), en gran part encapçalada per Borís Xumiatski; que, de nou, va ser substituït el 1939 pel Comitè Central d'Afers de Cinema fins al 1946, quan va ser substituït pel Ministeri de Cinema de la Unió Soviètica.

### Responsables del cinema soviètic[2]
- 1919–1921 Dmitri Ilitx Lésxenko (cap del departament de pel·lícules fotogràfiques del Comissariat del Poble per a l'Educació)
- 1921–1922 Piotr Ivànovitx Voievodin (cap del departament de pel·lícules fotogràfiques del Comissariat del Poble per a l'Educació)
- 1922–1923 Lev Arkàdievitx Liberman (cap del Comitè Estatal de Cinematografia)
- 1923–1925 Erazm Samuílovitx Kadómtsev (president de la Junta de l'Agència Estatal de Cinema)
- 1925–1927 Stefan Alekséievitx Bala-Dobrov (director de l'Agència Estatal de Cinema)
- 1926–1929 Konstantín Matvéievitx Xvédtxikov (president de la Junta de Sovkino)
- 1929–1930 Ian Érnestovitx Rúdzutak (president del Comitè de Cinema)
- 1930–1930 Martemian Nikítitx Riütin (president de la Junta de Soyuzkino)
- 1930–1938 Borís Zakhàrovitx Xumiatski
- 1938–1939 Semion Semiónovitx Dukelski
- 1939–1953 Ivan Grigórievitx Bolxakov

## Goskino
Posteriorment, el 23 de març de 1963, el Presidium del Soviet Suprem va crear el Goskino URSS per decret, com a Comitè Estatal del Consell de Ministres de l'URSS sobre Cinematografia. De 1965 a 1972, el seu nom es va simplificar a Comitè de Cinematografia del Consell de Ministres. Del 1972 al 1978, el comitè va recuperar el seu nom original. Des de 1978, fins a la seva dissolució el 1991, es va anomenar Comitè Estatal de Cinematografia de l'URSS. El 1991, el Goskino URSS va ser abolit per una declaració del Consell d'Estat de l'URSS del 14 de novembre de 1991 (núm. ГС-13).

## Presidents de Goskino
- 1963–1972 Aleksei Vladímirovitx Romànov[3]
- 1972–1986 Filipp Timoféievitx Iermaix
- 1986–1991 Aleksandr Ivànovitx Kamxàlov

## Reanimació
L'any 1992 es va crear el Roskino/Roskomkino, que més tard va ser rebatejat com a Comitè Estatal de la Federació Russa per a la Cinematografia (en rus: Государственный комитет Российской Федерации по кинематографии), a la Rússia moderna com a òrgan suprem de govern encarregat de la producció cinematogràfica. Tots dos exercien funcions de direcció general i de censura. Roskino va ser dissolt el maig de 2008, després del decret núm. 867 de Vladímir Putin.